# 第一次車臣戰爭
第一次车臣战争（俄语：Первая чеченская кампания；车臣语：Хьалхара оьрсийн-нохчийн тӀом），俄罗斯官方称1994年—1996年恢复车臣宪法秩序行动，是发生在俄罗斯联邦与伊奇克里亚车臣共和国及其高加索穆斯林武裝分子盟友之间的一次军事冲突。俄罗斯于1994年12月11日出兵车臣，试图重新吞併在蘇聯解體後独立的車臣共和國；在格罗兹尼战役后，车臣軍退入山区与俄军展开了游击战。最终俄罗斯不得不在1996年8月31日签订停火条约，并将部队撤出车臣。俄罗斯最終戰敗並全面撤退，车臣则保住了其独立地位。

## 历史背景
蘇聯建國以後，車臣最初作為山區共和國的一部分一起加入了蘇聯，1936年斯大林把車臣-印古什地區分離出來單獨建立了一個車臣-印古什蘇維埃社會主義自治共和國。 二戰期間1940年－1943年間車臣-印古什共和國曾在德軍支持下進行反抗蘇聯當局的行動。因此在德軍被擊潰之後，1944年蘇聯把和德國人合作的車臣人强制遷徙去了中亞地區，這就是扁豆行動。同時，車臣-印古什共和國被取消，併入斯塔夫羅波爾邊疆區。 
斯大林死後，赫魯曉夫在1957年1月9日恢復了車臣-印古什蘇維埃社會主義共和國，中亞的車臣人也才被批准返回故鄉。
此情況一直持續到蘇聯末期。 斯大林在二戰之後定下了一個規矩，就是車臣地區的最高地方領導人一定不能由車臣人擔任。此情況一直持續到戈尔巴乔夫上台。戈尔巴乔夫允許了之前被遷徙的車臣人返鄉，並且車臣第一次出现了車臣人出身的地方最高領導人。與此同時，飛行員出身的、蘇聯時期唯一的穆斯林車臣將軍、在阿富汗戰爭中親自駕機進行轟炸立功而榮獲蘇聯英雄稱號的焦哈爾·杜達耶夫建立了自己的車臣民族代表大會。
蘇聯解體、叶利钦上台之後，他和親信還親自多次來到過車臣會見杜達耶夫，杜達耶夫表示「我們只是要建立自己的民主自治共和國，但沒有打算從俄國獨立，也沒有打算和俄國翻臉，我們打算維持和俄國的和平友誼。」信以為真的葉爾欽政府遂置之不理。然而此時車臣-印古什共和國卻發生了內部分歧：車臣民族主義者希望從俄國獨立，而印古什人民則希望留在俄國。兩者之間又爆發了邊界問題：杜達耶夫领导的車臣人希望获得更多的土地，却引起印古什人民的不滿。兩族從沙俄時期已經混住上百年，種族交錯很難分出一個準確的國界。1991年9月6日，杜达耶夫领导的武装力量突袭了正在开会的印古什-车臣最高苏维埃，打死了格罗兹尼书记维塔利·库兹琴科，并宣布独立。在此后的几个月里，杜达耶夫得到了大多数穆斯林车臣人的支持。11月9日，杜达耶夫手抚《古兰经》，单方面宣布成立“伊奇克里亚车臣共和国”，并宣誓就任车臣总统。他随后要求俄罗斯撤出驻车臣的所有部队和政府机构。此时正值苏联解体後的政治动荡时期，莫斯科方面无暇顾及车臣问题。1992年5月25日，杜达耶夫政权与俄罗斯签署了《关于撤军和车臣共和国与俄罗斯联邦分配财产条约》。根据这个条约，俄罗斯聯邦一切行政機構全部撤出車臣，變相默认了车臣的独立地位。 
1993年，俄國又爆發了差點演變成全面內戰的憲政危機。在俄國內亂期間，車臣局勢进一步惡化，杜達耶夫加强了对車臣對境內所有非車臣人的種族排斥和驅逐政策。焦哈尔·杜达耶夫打算向整個高加索地区扩张势力。為此，相鄰的達吉斯坦共和國組成了自己的武裝民兵對抗車臣。與車臣不同，達吉斯坦人至今依然认同俄國和俄羅斯人，不希望獨立，於是在邊境就出現了大規模武裝衝突。

## 战争经过

### 战争起因
在這種情況下，焦頭爛額的葉爾欽意識到局勢已經失控，但依然對杜達耶夫表示信任，希望以談判解決當前問題。 此時，又爆發了印古什-北奧賽梯邊境衝突。俄軍為了維持當地局面進入了北奧賽梯。這個時候，反對杜達耶夫解散國會和個人獨裁的車臣反對派又組成了民兵開始多次攻擊車臣首府，但是敗在杜達耶夫壓倒性的軍力下，車臣事實上在俄國軍隊進入之前就已經陷入了內戰。於是杜達耶夫下令開始進行「種族大清洗」，消除所有境內的非車臣人以及「車臣人的叛徒」。根據事後統計，這場種族屠殺總共屠殺了21,000名俄羅斯人（不包括戰鬥中死亡的軍民），46,000人淪為車臣人的奴隸。不少车臣人也为屠杀所苦，反对杜达耶夫独裁的反对派开始呼吁俄军进入车臣维和。
宪政危机后的叶利钦权力和影响力空前强大，终于有了精力处理车臣问题。1994年12月3日，叶利钦政府发布《告车臣人民书》，呼吁车臣人民行动起来，推翻杜达耶夫当局，明确表示支持反对派。10月3日，俄军的武装直升机开始对车臣提供支持和援助，在此之后俄军也开始向反对派提供军事顾问和重武器援助。不过反对派各部之间协调混乱，内部矛盾重重，最终在11月26日对车臣首府格罗兹尼的进攻中被杜达耶夫的部队击败。11月29日，叶利钦发表措辞强硬的《致车臣共和国武装冲突参加者的呼吁书》，限车臣内战双方48小时内放下武器，否则“就将在车臣全境动用（俄罗斯）国家拥有的全部力量和手段制止流血，保护俄罗斯公民生命、权利和自由，在车臣共和国恢复宪法法制、法规与和平”。反对派自然执行了叶利钦的命令，但是杜达耶夫拒绝执行，并且呼吁所有伊斯兰国家不能对车臣的处境置之不理。尽管多数俄罗斯人民都反对内战，但是俄罗斯与杜达耶夫的谈判还是在12月5日破裂。

### 战争開始
1994年12月11日，俄军发动攻击。俄罗斯国防部长帕维尔·格拉乔夫扬言称战争在12月20日前便可结束。为此次作战专门成立的“联邦联合部队”（俄语：Объединенной группировки федеральных войск）主要由来自俄军北高加索军区的摩托化步兵组成。俄军基本上沿用了苏联时期的军事系统，士兵和低级军官全都是兵役只有两年，毫无城市作战和反游击作战经验的新兵。而且俄军采用的是车轮战法——部队在OVG服役一段时间后就会被调走，换上新的部队，导致根本无法积累实战经验。俄军有限的精锐力量还是来自特种部队、空降部队以及内务部队和陆军的近卫部队。在意识到这个问题后俄军便开始匆忙地在全国范围内搜刮有城市作战经验的精锐部队，以至于最后甚至连俄罗斯海军陆战队和特别用途机动单位这样本身和正规野战没有关系的部队都被编入了OVG。
车臣共和國空军力量在开战几小时内便被俄羅斯空軍消滅。随后地面部队兵分西、北、东三路向車臣首府格罗兹尼进攻。俄军原本计划通过一场快速战争迅速平定车臣武装。然而，苏联解体后，因为经济困难，俄军普遍士气低落弹药短缺，加上出发前俄军战备普遍不足，官兵纪律松散，缺乏作战经验。组织领导层也十分混乱，彼此缺乏统一的调度协调。很多部队指挥官反对内战，并拒绝执行命令。俄军副总司令爱德华·沃罗比约夫大将因不愿“向自己的人民开战”，擅自宣布暂停俄军对车臣的攻势，并随后辞职。受人敬重的阿富汗战争名将，国防部副部长鲍里斯·格罗莫夫也宣布辞职，并在电视上宣称这会是“又一个阿富汗”。 很多俄军部队还遭到当地群众阻拦，部分军车甚至遭到抢劫，场面十分尴尬。 俄军低劣的素質在战争伊始就已暴露无遗。在车臣武装一连串半游击式的反击面前，俄军居然损失严重。俄军的第一次重大伤亡就发生在当天，北路第106空降师和第56空降旅的部队在到达了距格罗兹尼西北25公里的小镇顿林斯克(俄语：Долинское)后，突然遭到了BM-21“冰雹”火箭炮的覆盖射击，至少有21人死亡，俄军随后立即用飞机轰炸了附近的车臣阵地。 由于缺乏训练，俄军炮兵无法有效执行精确打击的任务，不得不依赖于大量使用火箭炮和集束炸弹这样的武器来进行无差别地毯式轰炸。这直接导致了大量平民伤亡。12月29日，俄军空降兵夺取了格罗兹尼附近的哈卡拉军事基地，车臣武装出动了坦克和装甲车进行反击，但俄军空降兵成功地击退了车臣军队，击毁了7辆战车。次日，俄军便开始进攻格罗兹尼。

### 格罗兹尼战役

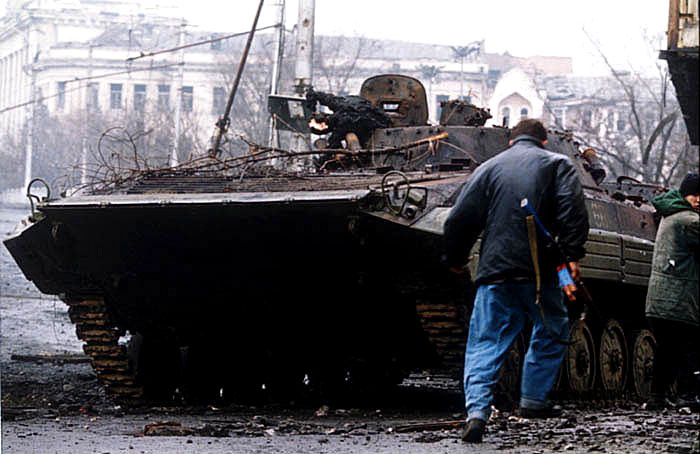
在格罗兹尼街头，车臣武装士兵和一辆被击毁的俄军BMP-2装甲车

因为车臣反对派在俄军支持下于11月26日已经对格罗兹尼展开过一次失败的攻势，所以这次战役又被称为第二次格罗兹尼战役。在这次行动中，俄军共投入了38,000人的兵力，动用了230辆坦克，454辆步兵战车，388门火炮和迫击炮。俄军在这次战役中还展开了欧洲自二战德累斯顿轰炸以来规模最大的一次轰炸行动，并使用了白磷弹和燃料空气炸弹，造成大量平民死亡。尽管他“12月20日结束战争”的诺言已经失效，国防部长帕维尔·格拉乔夫又夸下海口道他可以用一个空降团在两小时内解决战斗。
俄军原计划从三路包围城市，将车臣武装逼到城外的荒野中歼灭。但是俄军指挥混乱，部队之间协调极差，只有北面列夫·雅科夫列维奇·罗赫林中将的第8军在指定时间内前进到了预定位置，其它部队都还没能突破车臣在市郊的防御。不过第8军并没有暂停攻势，等待其它部队就位实行包围，而是固执地按原计划在新年夜发动了总攻。由于事先被告知不会有激烈抵抗，第一进攻梯队131摩步旅和81摩步团的车队干脆大摇大摆地就开进了城区，很多士兵甚至都不知道自己的任务是什么，甚至连到底在和谁作战都不清楚。 孤军深入的俄军便很快遭到了车臣武装的伏击。由车臣部队参谋长阿斯兰·马斯哈多夫亲自领导的格罗兹尼守军有着丰富的城市巷战经验，他们分成灵活的战斗小组，用RPG火箭筒和机枪从半地下室和顶楼向排成长串的俄军车队发动攻击。俄军部队彼此之间没有协同，指挥混乱，关键时刻空军和火炮支援却又叫不来。各部队被车臣武装分割包围后完全各自为战。第8军503摩步师姗姗来迟的增援部队却未能突破车臣武装的防线。81摩步团当天便被击溃，超过一半官兵被击毙或被俘。131旅坚持到了1月3日被彻底击溃——孤军挺进到市中心中央火车站的第一营被全歼，全旅共789人阵亡，75人被俘，并几乎丧失了所有的军官；26辆坦克损失20辆，120辆装甲战斗车辆则损失了102辆。与此同时，帕维尔·格拉乔夫却向俄罗斯民众宣布：“市中心和市区的几个地区，以及城市外围都已完全掌握在俄罗斯军队手中。”

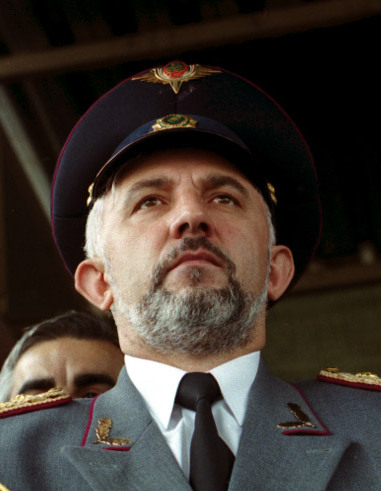
阿斯兰·马斯哈多夫，第一次车臣战争时任“伊奇克里亚车臣共和国”武装部队参谋长

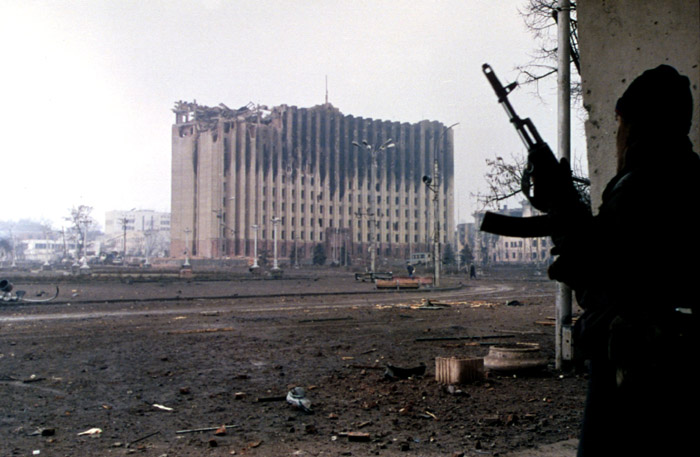
1995年1月，一名车臣士兵和轰炸过后的总统府

在新年攻势中惨败后，俄军终于采取了更加保守的战法。在对格罗兹尼的继续猛烈轰炸的同时，俄军其它部队开始由东、西、北面向格罗兹尼周围集中。车臣武装在1月初试图对城外俄军反攻，最终被击退。在俄军压倒性的物资和人员优势面前，马斯哈多夫批准城内的车臣武装开始逐步向城南撤退。重整之后的俄军对格罗兹尼发动了一次新的并更加小心谨慎的攻势，展开了一场逐街逐屋的巷战，试图从多个方向向格罗兹尼市中心的总统大楼推进。
1995年1月7日，东正教圣诞节，俄军开始向格罗兹尼的车臣总统府大楼发动总攻。这座宏伟的钢筋混凝土建筑在苏联时期曾是车臣的共产党总部大楼，在其地下还有一个完整的防爆掩体。阿斯兰·马斯哈多夫亲自率领大约350名车臣士兵和150名志愿者民兵守卫。俄军在1月7日、10日，和18日分别对大楼发动了三次攻击，每一次都是以猛烈的榴弹炮和火箭弹轰炸作为开始。在1月7日的第一次攻击中，俄军少将维克托·沃罗比约夫被一枚迫击炮弹破片击中身亡，成为俄军在车臣阵亡的第一位将军。在1月18日俄军最终的攻击中，俄军使用苏-25战斗机向大楼投放了两枚KAB-1500L-Pr-E激光制导炸弹，该型炸弹装备了侵彻弹头，可以击穿厚达2-3米的混凝土工事。两枚炸弹都穿透了大楼楼顶和11层楼板，一直射入地下防爆工事中。据说其中一枚就落在马斯哈多夫20米之外，但是居然奇迹般地没有爆炸。 当晚，弹尽粮绝的车臣守军开始分散突围。马斯哈多夫不得不放弃城北，将全部车臣力量集中在城南，沿孙扎河一线拉起防御。在接下来的两天里，俄军肃清了格罗兹尼的主要城区。整个过程中俄军大量使用火炮对城市进行无差别轰炸，在摧毁城市的同时还造成了大量平民伤亡。
此次战役中军事人员伤亡不得而知，但双方的伤亡至少都是要以千为单位计算的。按照俄罗斯官方公布的消息，俄军有1,376人阵亡，408人失踪。但是西方和俄罗斯人权组织都怀疑其数据的真实性。杜达耶夫则宣称俄军在新年攻势中就损失超过4,000人。相比之下，平民伤亡则更大。俄罗斯官方公布的数据中至少有27,000名格罗兹尼平民死亡，其中大多数还是俄罗斯人（城内的车臣人因为在乡下有亲属，大都已经逃离格罗兹尼）。欧安组织称格罗兹尼战役为一场“不可想象的灾难”，然而这仅仅是开始——格罗兹尼战役后，车臣战况逐渐演变成了游击战。战争对双方士兵的心理压力都越来越大，违反国际法的战争罪行也越来越多。1995年4月7日，“处于醉酒和吸毒的亢奋状态”中的俄军内务部队和特警部队在车臣与印古什边境的萨马斯基屠杀了近百名平民。6月14日，车臣武装更是对俄罗斯南部南部斯塔夫罗波尔边疆区的布琼诺夫斯克市发动恐怖袭击，事件一直到20日才以俄方妥协结束，整个过程中车臣恐怖分子总共杀害了126名人质，另有200余名人质受伤。

### 战争后期
俄军在长达两周的巷战后最终攻克格羅茲尼。俄軍繼續以空襲方法進佔車臣南部其他鄉鎮。在不斷撤退之同時，車臣武裝分子將策略轉移到綁架和恐怖襲擊，謀求引起民眾壓力逼使俄軍撤離。1996年8月6日，车臣武装发动第三次格罗兹尼战役，对驻守城市的俄军内务部队发动突然袭击，并于20日彻底击退前来增援的俄军，重新夺回了格罗兹尼。8月31日，在國內壓力和大選逼近下，鲍里斯·叶利钦和車臣簽署停火協定。第一次車臣戰爭正式結束。

## 戰爭結果
第一次车臣战争以俄罗斯惨败告终。根據官方數字，俄軍死亡人數為3,826人，傷者17,892人，另有1,906人失蹤。此外，此次戰爭亦導致超過10萬平民死亡，大量設施遭嚴重破壞。军官损失惨重，俄罗斯最终却未能镇压车臣武装。在此後3年，儘管車臣仍為俄羅斯共同體的其中一員，但實質上卻享有独立地位。1999年8月7日，巴萨耶夫领导的团伙和阿拉伯佣兵入侵达吉斯坦山区引发了第二次车臣战争，终于俄方获得胜利，重新掌握了对车臣地区的控制权。车臣分离主义势力此后也基本上被粉碎，其餘的車臣反抗軍勢力則轉移至山區駐紮，與俄羅斯聯邦軍進行山地游擊戰。